# Konstanty Kowalski
Konstanty Kowalski ps. Kot (ur. 29 marca 1902 w Woronowicach, zm. 2 listopada 1969 w Stanach Zjednoczonych) – polski żeglarz, kapitan żeglugi wielkiej.

## Edukacja
Konstanty Kowalski był synem Ignacego Kowalskiego i Zofii z Ordyńskich. Kształcił się w gimnazjum w Kijowie i Warszawie, w latach 1918–1919 brał udział w wojnie polsko-ukraińskiej, za co zdobył medal „Orlęta”. W 1927 roku ukończył Szkołę Morską w Tczewie na wydziale nawigacyjnym. W 1932 roku zdobył dyplom kapitana żeglugi wielkiej.

## Przed wojną
Praktykę żeglarską zdobywał na pokładzie statku francuskiego towarzystwa żeglugowego „Chargeus Reunis”. Pracował jako oficer na pokładzie statków szkolnych szkoły, którą ukończył – STS Lwów i SV Dar Pomorza, na statkach polsko-brytyjskiego towarzystwa okrętowego – „Łódź”, „Premier” i polskim statku „Warta”. Brał udział w podróży dookoła świata żaglowca „Dar Pomorza” w latach 1934–1935 jako II oficer. Następnie awansował na komendanta „Daru Pomorza”, jako pierwszy wykształcony w Polsce żeglarz (poprzedni komendanci statków szkolnych byli wychowankami szkół rosyjskich i niemieckich). Z tej okazji dostał wiele listów gratulacyjnych, ale równocześnie pojawiły się głosy sprzeciwu, mówiące o tym, że Konstanty Kowalski, nazywany „Kotem”, jest za młody na to stanowisko. Szczególne uznanie kpt. Kowalski, jak i cała załoga, zdobyli sobie u króla Szwecji Gustawa V, byli obecni m.in. na jego 80. urodzinach. Uczniowie lubili go ze względu na jego podejście do nauczania i łagodność.

## II wojna światowa
18 sierpnia 1939 roku „Dar Pomorza” wyruszył w kolejny rejs, podczas którego odebrano ogłoszenie o wybuchu II wojny światowej i mobilizacji wojskowej. Konstanty Kowalski otrzymał  od dyrektora szkoły kpt. ż. w. Stanisława Kosko nakaz zacumowania w najbliższym porcie, w tym wypadku w Sztokholmie. Razem z uczniami i oficerami udał się na statkach „Wilno”, „Narocz”, „Kromań”, „Chorzów” i „Robur IV” do Londynu, podczas gdy na „Darze Pomorza” pozostało 7 osób pod dowództwem radiotelegrafisty Alojzego Kwiatkowskiego. Do Londynu dopłynęli też uczniowie obecni na MS Piłsudskim i MS Chrobrym. Tam Konstanty Kowalski z innymi wykładowcami szkoły morskiej kontynuowali nauki, a Ministerstwo Skarbu, Przemysłu i Handlu powierzyło mu opiekę nad projektem polskiej szkoły morskiej w Wielkiej Brytanii. W 1940 roku szkoła morska została przeniesiona do Southampton, gdzie funkcjonowała do 1943 roku. Współpracował ściśle ze wspomnianym ministerstwem, w którym był członkiem Rady Morskiej. W 1944 roku zaczął pracę na statkach GAL-u, SS Bałtyku i SS Narwik.

## Po wojnie
Po zakończeniu działań wojennych kpt. Kowalski pracował na wielu statkach amerykańskich. W 1953 roku otrzymał obywatelstwo tego kraju. Ze służby morskiej wycofał się w 1967 roku. Zmarł dwa lata później, pochowany został na cmentarzu Świętego Krzyża w North Arlington w stanie New Jersey.
O kpt. Kowalskim pisał m.in. Karol Olgierd Borchardt.